# Björgvin Halldórsson
Björgvin Helgi Halldórsson, född 16 april 1951 i Hafnarfjörður, är en isländsk popsångare. Han är också känd under artistnamnen Bo Halldórsson och Bo Hall. Han är far till sångerskan Svala Björgvinsdóttir.
Internationellt är han kanske mest känd för sitt deltagande i Eurovision Song Contest 1995, som hölls i Dublin. Han framförde låten Núna (sv: Nu), som han skrivit tillsammans med Ed Welch och Jón Örn Marinósson, och hamnade på en femtondeplats med 31 poäng.
Han har utöver sin framgångsrika sångkarriär på Island även varit hallåa på den kommersiella TV-kanalen Stöð 2 och medverkat i flera TV-shower. Han tilldelades isländska falkordens riddarkors 2011.
Halldórsson var under 1980- och 90-talen en ständigt återkommande artist i den isländska uttagningen till Eurovision Song Contest. Han deltog i landets första uttagning 1986 och framförde då bidragen Með vaxandi þrá (med Erna Gunnarsdóttir, 4:e plats),  Ef (2:a plats) och Ég lifi í draumi (3:e plats). Han återkom till tävlingen året därpå och framförde tre bidrag; Ég leyni minni ást (8:e plats),  Lífsdansinn (med Erna Gunnarsdóttir, 4:e plats) och Mín þrá (5:e plats). I 1988 års uttagning framförde han bidraget Í tangó i en duett med Edda Borg Ólafsdóttir (5:e plats) och 1989 framförde han bidraget Sóley i en duett med Katla Maria Hausmann. 1990 framförde han bidragen Sú ást er heit (4:e plats) och Til þín (3:e plats) och 1992 Mig dreymir (3:e plats).
År 2002, 2003 och 2006 var Halldórsson en del av den internationella jury som röstade fram Estlands bidrag i Eurovision Song Contest de åren.

## Diskografi
- Þó líði ár og öld (1969)
- Ég syng fyrir þig (1978)
- Jólagestir (1988)
- Allir fá þá eitthvað fallegt (1989)
- Yrkjum Ísland (smáskífa) (1994)
- Þó líði ár og öld (1994)
- Núna / If it's gonna end in heartache (1995)
- Núna (1995)
- Jólagestir Björgvins 3 (1995)
- Alla leið heim (1997)
- Bestu jólalög Björgvins (1999)
- Um jólin (2000)
- Á hverju kvöldi (2000)
- Eftirlýstur (2001)
- Ég tala um þig (2002)
- Brúðarskórnir (2003)
- Duet (2003)
- Manstu það (smáskífa) (2005)
- Ár og öld (2005)
- Björgvin ásamt Sinfóníuhljómsveit Íslands & gestum (2006)
- Björgvin (2006)
- Jólagestir 4 (2007)
- Jólagestir Björgvins í Höllinni 2008 (2008)
- Duet II / Duet II (Deluxe) (2010)
- Gullvagninn (2011)
- Duet 3 (2013) (med Jón Jónsson)